# Coram populo
Coram populo es una expresión latina que significa ‘delante del pueblo’, queriendo decir ‘públicamente, a la vista de todos’.
La expresión procede de un pasaje del poeta latino Horacio que dice: «ne pueros coram populo Medea trucidet» («no sea que Medea despedace a sus hijos a la vista el pueblo»).